# Vườn Văn hóa Thể dục Đài Bắc

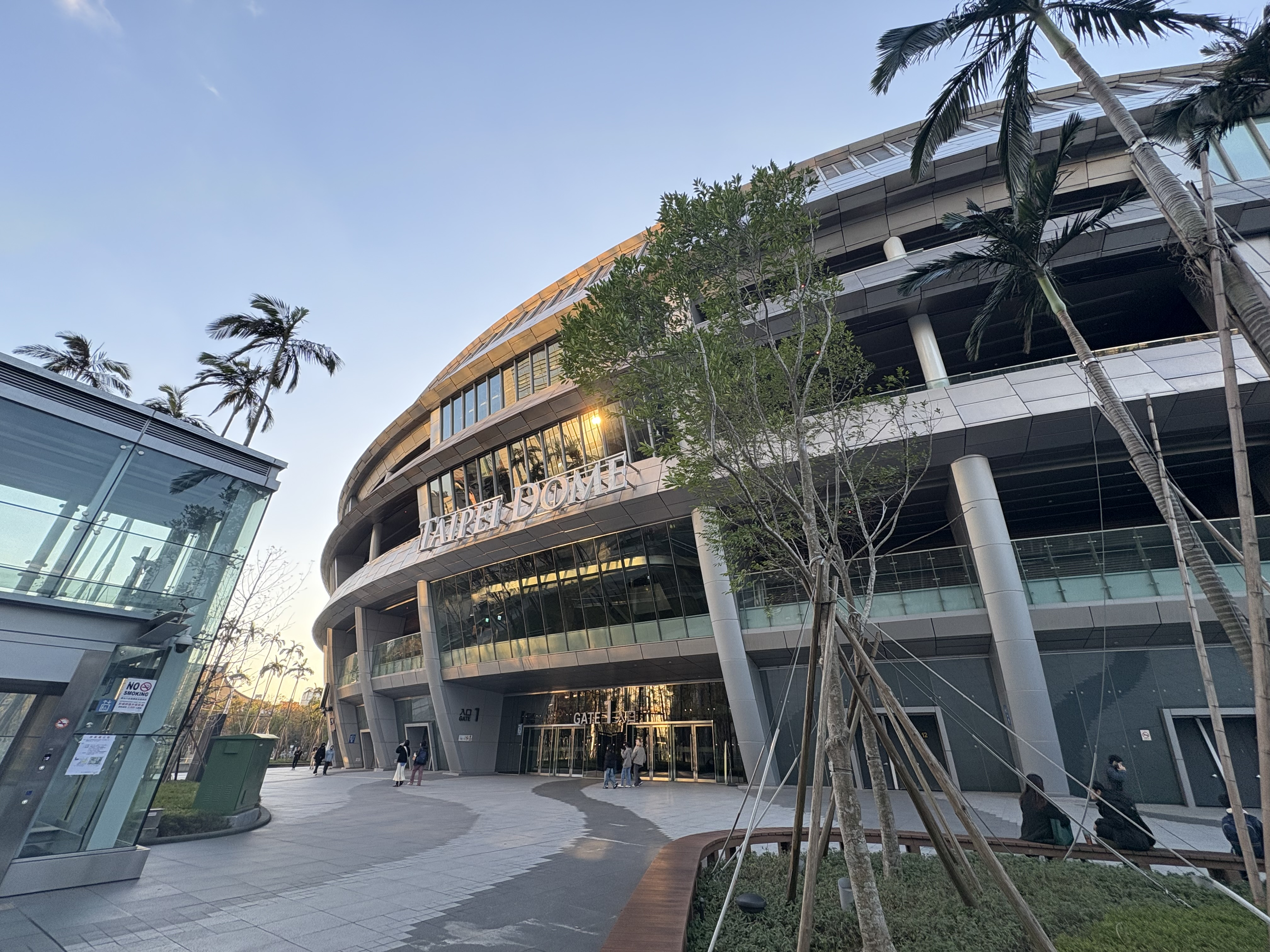
Mặt trước của Mái vòm Đài Bắc vào năm 2025

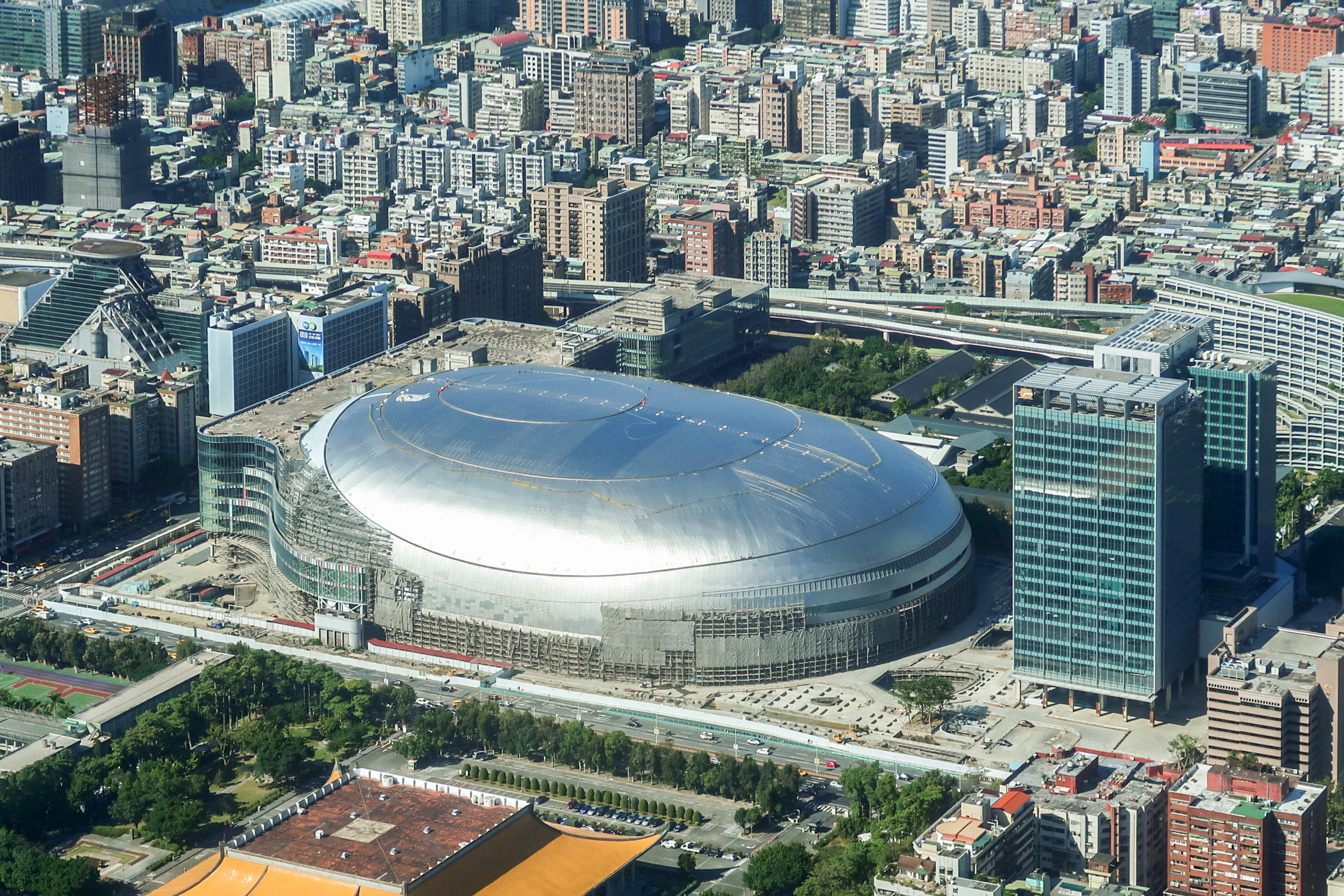
Mái vòm Đài Bắc đang được xây dựng vào năm 2019

Vườn Văn hóa Thể dục Đài Bắc (chữ Hán phồn thể: 臺北文化體育園區; Hán-Việt: Đài Bắc văn hóa thể dục viên khu) gọi tắt là Vườn Văn Thể, hay Taipei Dome theo tên chính thức tiếng Anh, là một sân vận động có mái khép kín tại Đài Bắc, Đài Loan. Sân được khởi công xây dựng vào năm 2007 và hoàn thành năm 2011, mặc dù ngày khởi công bị trì hoãn cho đến tháng 10 năm 2011. Chủ thể của Vườn Văn hóa Thể dục Đài Bắc là một sân vận động đa năng (trong tiếng Hoa có tục xưng là "cự đản" 巨蛋, nghĩa là "quả trứng lớn") nên có tục xưng là Đài Bắc đại cự đản (臺北大巨蛋). Ngoài sân vận động, khu phức hợp sẽ bao gồm các cơ sở thương mại, trong đó có một trung tâm mua sắm, rạp chiếu phim, khách sạn và không gian văn phòng. Sau khi hoàn thành, nó sẽ được sử dụng chủ yếu cho các trận thi đấu bóng chày nhưng cũng có thể được sử dụng cho các sự kiện thể thao khác như bóng đá và bóng mềm. Nó sẽ toạ lạc tại góc đường Trung Hiếu Đông và đường Quang Phục Nam. Bên cạnh đó, đây sẽ trở thành sân chính của Thế vận hội sinh viên Mùa hè 2017 tại Đài Bắc.

## Sự kiện nổi bật

### Vòng loại World Baseball Classic
Các trận đấu bóng chày thuộc Bảng A vòng loại World Baseball Classic (WBC) 2026 được tổ chức tại Vườn Văn Thể từ ngày 21 đến 25 tháng 2 năm 2025. Tại đây, đội chủ nhà Đài Loan đã chính thức giành vé dự vòng chung kết WBC, cùng với đội tuyển Nicaragua, trong lần đầu tiên phải giành quyền tham dự từ vòng loại.